# Aronson Corner
Aronson Corner är en bergstopp i Antarktis. Den ligger i Östantarktis. Storbritannien gör anspråk på området. Toppen på Aronson Corner är 1 205 meter över havet.
Terrängen runt Aronson Corner är platt åt nordost, men åt sydväst är den kuperad. Trakten är obefolkad. Det finns inga samhällen i närheten.